# Michael Dawson (Lost)
Michael Dawson é um personagem fictício do seriado norte-americano de suspense/drama Lost da ABC, interpretado por Harold Perrineau Jr.. Um dos personagens principais na primeira, segunda e quarta temporada da série, Michael foi marcado pela relação com seu filho Walt.

## Antes da Queda
Antes do acidente na Ilha, Michael Dawson era trabalhador da construção civil e aspirante a artista plástico. Ele vivia com sua namorada Susan, que queria ser advogada e o jovem casal estava na expectativa da chegada do filho Walt em suas vidas, que no nasceu em 24 de agosto e ganhou no nome do avô, Walter Dawson. Entretanto, não muito tempo depois, o relacionamento de Susan e Michael acabou e quando foi oferecida a ela uma oferta de trabalho irrecusável, Susan se foi, e levou Walt consigo, deixando Michael sem nenhum acesso ao menino.
Lutando para ver seu filho de novo, Michael queria ter seus direito de pai preservados, mas ao mesmo tempo, não tinha como prover o mesmo nível de vida que Susan dava o garoto. Depois de discutir com a ex-namorada através de uma ligação num telefone público, Michael, ainda bem nervoso, atravessou a rua sem olhar para os lados e acabou sendo atropelado por um carro.
No hospital, Michael desenhou um cartão para Walt, uma tradição que parece ter mantido por muitos anos. Enquanto ainda se recuperava, Michael foi visitado por Susan que disse que iria pagar por todas as despesas do hospital. Michael questionou seu motivos e ela admitiu que queria que ele assinasse um documento onde desistia de seus direitos de pai sobre Walt, que seria adotado por Brian Porter, seu novo marido. Michael rejeitou a ideia e iniciou um processo para ter a custódia do filho. Durante uma audiência, o advogado de Susan disse a Michael que: "para alguém que quer o bem do garoto, você não parece conhecê-lo muito bem." Esse fato afetou a relação de Michael com o filho, já que ele nunca esteve perto de Walt.
Tendo perdido a custódia de Walt, Michael permaneceu no EUA, mas algum tempo depois foi contatado por Brian Porter, que lhe disse que Susan tinha acabado de morrer por um problema no sangue. Brian insistiu para que Michael ficasse com a custódia de Walt, e enquanto Michael pensava que o agora viúvo de Susan não tinha carinho por seu filho, na verdade, ele pensava que o garoto era estranho e diferente. Na Austrália, Michael se encontrou com Walt e disse a ele que a partir aquele momento iria cuidar dele. Walt perguntou sobre o cachorro de Brian, Vincent, e Michael disse a ele que Brian permitiu que ele ficasse com o cão. Juntos, eles embarcaram no voo 815. Michael estava preocupado pois nunca tinha convivido com uma criança na vida, quanto mais, seu próprio filho. Antes de entrar no avião, ele ligou para sua mãe, expressando sua insegurança e perguntando a ela se poderia ajudar a tomar conta de Walt. Mas isso nem pôde acontecer por causa do acidente.

## Na Ilha

### 1ª Temporada
Depois do acidente do voo 815, a nova relação entre Michael e seu filho foi testada. Walt conhecia Michael a apenas algumas semanas e não tinha respeito por ele, ou não o considerava como pai. Grande parte do tempo de Michael foi gasto na tentativa de construir uma conexão com seu filho.
Em pouco tempo de estada na Ilha, Michael entrou em conflito particularmente com  Jin-Soo Kwon, que ficou com ciúme de sua tentativa de se aproximar da esposa Sun (de fato, Michael foi o primeiro a saber que ela falava inglês), e ao ver que Michael estava usando o Rolex que Jin havia ganhado de seu sogro.
Michael também ficou com ciúmes, mas foi do vínculo que Walt formou com John Locke, por isso ele acusou John de ter motivos impróprios para agir como amigo de seu filho. Entretanto parecia que Michael apenas queria que Walt tivesse por ele o mesmo carinho que tinha por Locke e pelos outros sobreviventes, e depois que ele salvou o garoto do ataque do urso polar e mostrou a ele os desenho que fez enquanto ele crescia, a relação dos dois pareceu melhorar.
Para tentar levar Walt para o mais longe possível da Ilha, Michael começou a construir uma jangada. Depois de sua primeira construção ser destruída por um incêndio, Michael ganhou a ajuda de um aliado, Jin, para auxiliá-lo em uma nova construção.
Os dois se tornaram grandes amigos e começaram a construir um barco forte o suficiente para levar quatro pessoas. Com a balsa pronta, Michael, Jin, Sawyer e Walt saíram para o mar em busca de resgate. Entretanto, eles foram interceptados por um outro barco, tripulado pelos Outros, que seqüestraram Walt e colocaram fogo na balsa.

### 2ª Temporada
Depois da balsa ser explodida pelos Outros, Michael grita constantemente por seu filho e acaba se afogando, Sawyer tira Michael da água e o coloca em um dos destroços da balsa e tenta reanima-lo com pancadas no peito e respiração boca-a-boca, depois de algumas tentativas Michael volta e continua a gritar o nome de seu filho, dizendo que mesmo que ele não pudesse fazer nada no momento para resgatá-lo, Walt saberia que ele estaria vivo e iria salva-lo. Michael começa a culpar Sawyer pelo rapto do filho, dizendo que se não fosse o sinalizador nada disso teria acontecido, então manda Sawyer sair do destroço da balsa, mas é interrompido por uma pancada, que logo descobrem ser um tubarão. Os dois acham um dos pontões flutuando e Sawyer da arma para Michael atirar no tubarão caso o mesmo o atacasse enquanto nadava até o pontão, Michael mata o tubarão e os dois ficam no novo destroço até o amanhecer, então descobrem que a maré os levou de volta par a Ilha, eles pisam em terra firme e logo ouvem Jin gritando e aparecendo de dentro do mato, logo depois aparecem um pequeno grupo armado com porretes, referidos como Outros por Jin.
Michael, junto com Sawyer e Jin é golpeado por Mr. Eko e depois jogado em uma espécie de prisão, Michael pergunta sobre seu filho, mas nada é respondido, eles permanecem lá até que o grupo de cima decida o que fazer, logo após algum tempo e algumas perguntas são liberados por Ana-Lucia Cortez. Depois de visitar o acampamento dos outros sobreviventes na estação Flecha, todo o grupo seguiu em direção ao acampamento principal. No caminho, Michael fugiu para encontrar Walt, mas foi convencido a voltar por Jin e Eko, que asseguraram a ele que quando chegasse a hora certa, eles pegariam Walt de volta. Os demais sobreviventes conhecem Ana Lucia, Eko e os demais de seu grupo enquanto Sawyer adoece e é levado á escotilha Cisne.
A vontade de Michael de reencontrar Walt não passou e quando ele se comunicou com alguém que dizia ser seu filho através do computador da escotilha; pegou algumas armas e fugiu para a selva no norte da Ilha. Ele não foi muito longe, pois foi capturado pelos Outros, e levado ao acampamento deles. Lá, ele encontrou Ms. Klugh, que fez a ele muitas perguntas sobre o desenvolvimento de Walt. Foi permitido que ele visse seu filho por um breve instante. Depois de um emocionante reencontro, Walt foi novamente arrancado dos braços de seu pai, que caiu em lágrimas. Ms. Klugh, usando sua emoção, ofereceu a Michael um acordo. Se ele soltasse Ben que havia sido capturado pelos sobreviventes e levasse Jack Shephard, Kate Austen, Sawyer e Hurley a eles, Walt seria libertado. Michael concordou desolado, mas disse que se cumprisse o trato, queria um barco.
Michael está amarrado, quando Juliet entra. Ela diz a ele que o barco é dele, para que ele vá embora com Walt depois que tenha salvo Ben. Ela comenta que Walt é especial, que ele não é um menino comum e por isso que ela está preocupada com ele. Ela então revela que está feliz que Michael irá tirar Walt da ilha e assegura que Ben fará o que ele quer. Ela conta sobre o trato dela com Ben, sobre sua irmã. Ela menciona a lista de Michael e dá a ele boa sorte.
Fazendo seu caminho de volta para a costa da Ilha, Michael foi encontrado por Kate e Jack. De volta à estação Cisne, ele tinha tempo para cumprir sua missão. Para isso, ele atirou em Ana-Lucia, e também acidentalmente em Libby. Com a morte de Ana-Lucia e com Libby agonizando, Michael libertou o “Outro” conhecido como Ben, atirando em si mesmo no braço para convencer o restante dos sobreviventes que foi mais uma inocente vítima da periculosidade dos Outros. Michael reuniu os sobreviventes pré-determinados para “resgatar Walt”, insistindo que fariam isso da sua maneira, além de recusar a ajuda de Sayid que era o mais qualificado para ajudar no resgate. Enquanto muitos dos sobreviventes ficaram sentidos com a história, Sayid não sentia o mesmo e confidenciou a Jack que acreditava que Michael tinha sido “comprometido”. Ainda que tivesse suas dúvidas, Jack concordou que somente ele, Kate, Sawyer, e Hurley precisariam ir naquela missão. Entretanto, antes de sair na missão, secretamente Jack deu a Michael uma arma sem balas, algo que Michael descobriu quando tentou atirar em um pássaro na selva. O grupo foi escoltado por dois dos Outros, um dos quais foi morto por Sawyer. Aquele que sobreviveu, fugiu do grupo, o que fez com que Michael e Jack ficassem com medo de que os Outros descobrisse seu plano.
Jack então disse que os Outros já haviam sido avisados porque Michael havia traído o grupo. Michael pediu desculpas e pediu para que eles entendessem suas razões, mas nenhum deles pode perdoá-lo, principalmente Hurley, que o obrigou a admitir sua participação nas mortes de Ana-Lucia e Libby. Enquanto andava pela selva, o grupo foi emboscado pelos Outros, e todos foram feitos reféns. O grupo foi levado para o píer da Balsa Pala, onde Ben mostrou sua autoridade como líder dos Outros.
Ben reconheceu que Michael cumpriu sua palavra e lhe devolveu Walt junto com o barco que tinha prometido. Ben disse a que Michael que viajando na coordenada 325 da bússola, ele e o filho encontrariam resgate. Michael perguntou a Ben como ele poderia ter certeza de que ele não diria às pessoas onde os Outros estavam e Ben respondeu que ele não ia correr o risco de que todos ficassem sabendo o tipo de coisa que ele fez para ter seu filho de volta.
Michael também fez a pergunta que estava na ponta da língua de todos os sobreviventes: quem os Outros realmente eram. Com a sinistra resposta de Ben de que eles eram os "mocinhos", Michael e Walt deram partida no barco e partiram do píer. Enquanto Walt olhava para seus amigos capturados, Michael manteve seu olhar no horizonte – deixando a Ilha com seu filho. Mesmo depois de tudo o que teve que fazer, na cabeça de Michael, os dois estavam juntos novamente.

### 4ª Temporada
Quando Desmond David Hume e Sayid Jarrah são levados ao cargueiro de um grupo que chegou à ilha, e Ray, o médico da tripulação, chama o faxineiro Kevin para limpar uma sala suja. Desmond e Sayid o reconhecem como sendo Michael. Michael se introduz como sendo Kevin Johnson e cumprimenta Sayid e Desmond, que por sua vez, mantém a postura apesar de estarem muito confusos.
O episódio "Meet Kevin Johnson" mostrou o que ocorreu com Michael após voltar para Nova York, com Walt decidindo se distanciar do pai e ficar com a avó após Michael, tomado pela culpa, revelar as mortes que ele causou. Deprimido, Michael tentou suicídio algumas vezes, em nenhuma dando certo. Eventualmente encontrou um dos Outros, Tom, que dizia que a ilha estava "mantendo Michael Vivo", e aceitou sua proposta de se infiltrar em um cargueiro financiado por Charles Widmore que iria em busca da ilha, sob o nome falso Kevin Johnson. Após receber uma ligação de Ben, Michael sabota o rádio e a casa de máquinas do cargueiro, deixando o navio imóvel e sem comunicação.
Ao descobrir que Michael estava trabalhando para Ben, Sayid o rendeu e levou para o capitão, revelando-o como sendo um traidor. Levado à prisão, Michael não é morto por Keamy apesar deste tentar atirar nele diversas vezes, e em seguida é libertado pelo piloto Frank Lapidus para consertar a casa de máquinas. Em seguida, descobrem que a sala de comunicação está lotada de C4. Michael usa nitrogênio líquido para resfriar a bateria do detonador enquanto o resto dos sobreviventes fogem em um helicóptero, e antes da bomba explodir, vê Christian Shephard dizer "você pode ir agora, Michael".

### 6ª Temporada
Hurley, que após fugir da ilha no fim da quarta temporada, passou a conseguir ver os espíritos dos outros sobreviventes que tinham morrido, em seu retorno à ilha na sexta temporada, encontrou-se com Michael enquanto visitava o túmulo de Libby. Michael o instruiu a acabar com a dinamite do navio Black Rock. Eventualmente Michael aparece de novo para Hurley após este ter uma discussão com Jack, explicando que ele era parte dos espíritos presos à ilha por causa do que tinha feito, e pediu a ele se desculpar a Libby se algum dia o reencontrar.
No posfácio "The New Man in Charge", Hurley recruta Walt para ir para a ilha fazer algo que ajudaria seu pai.

## Criação
Quando os produtores de Lost começaram a testar atores, decidiram chamar Harold Perrineau, que apesar de relutante no começo, aceitou o papel de Michael após explicações do co-criador J. J. Abrams. Perrineau se atraiu pelo fato de que Michael era "alguém em conflitos que não temos certeza do porquê". Na primeira temporada, cogitaram um triângulo amoroso entre Michael, Sun e Jin, mas isso foi descartado. Essa trama é revisitada no mini-episódio de Missing Pieces"Buried Secrets", que mostra Michael e Sun quase se beijando. Michael e Jin seriam inimigos ao longo da temporada inteira, mas foi decidido que se tornariam amigos pela boa química de Perrineau com Daniel Dae Kim. Perrineau called filming the first season "one of [his] best years as a working actor".
A roteirista Elizabeth Sarnoff explicou que a história de Michael na segunda temporada seria sobre "o que um pai faria para salvar seu filho", ressaltando que "nada seria pior que o que ele faz". Perrineau teve de ter lições de nado para o segundo episódio da temporada, que na última hora foi mudado de centrado em Sawyer para focar em Michael. Perrineau só descobriu que o personagem tinha sido capturado pelos Outros quando foi avisado que Michael mataria Ana Lucia e Libby, uma cena que ele descreveu como um "dia difícil" de filmar. A última cena filmada para a segunda temporada foi de Michael e Walt navegando para longe da Ilha. Ordenado a velejar para bem longe do píer como parte da extensa tomada, Perrineau revelou que quando voltou à terra, todo o equipamento já tinha sido retirado, algo que ele considerou simbólico, "é isso aí". Perrineau sabia que ele voltaria, mas os produtores não revelaram detalhes, inclusive de quando. Foi um de dois atores, seguido por Emilie de Ravin, que saíram do programa como "parte de um grande esquema para trazer de volta.
Michael deveria voltar no final da terceira temporada, mas Perrineau não pode comparecer por estar filmando um piloto televisivo. Eventualmente ele ressurgiu no sétimo episódio da temporada seguinte, "Ji Yeon". Na San Diego Comic-Con de 2007, um dos produtores, Damon Lindelof confirmou que Perrineau voltaria como parte do elenco regular, e não só para um flashback. O outro produtor, Carlton Cuse, declarou que seria uma parte bem cativante da temporada pelo fato de que Michael foi a extremos para tirar seu filho da ilha, atiçando a curiosidade sobre o que ocorreria depois. Perrineau se decepcionou com o retorno só para morrer, e que Michael não teve a chance de se reunir com o filho Walt, declarando que "tem todas essas perguntas sobre como [os roteiristas] respondem a negros na série... Walt acabou apenas como mais um menino sem pai. Volta para um grande e estranho estereótipo, e sendo negro, não era tão interessante. Cuse respondeu que "Nos orgulhamos do nosso elenco ser racialmente diverso. É doloroso quando qualquer ator ter sua história encerrada. Harold é um ator fantástico que teve uma presença que ajudou muito Lost". Perrineau depois disse que devia ter pensado antes de fazer um comentário racial, e apesar de ter sentido isso, nunca discutiu o assunto com os produtores.